# Commanderie de Chanonat
 (août 2009).
- Si vous ne connaissez pas le sujet, laissez ce bandeau (vous pouvez alors contacter les auteurs).
- Si vous supprimez le contenu mis en cause (vous pouvez préalablement contacter les auteurs),

argumentez précisément cette suppression dans la page de discussion
(un manque de référence n'est pas un argument ; une recherche réelle de référence doit avoir été effectuée, être formellement documentée).
La commanderie de Chanonat est attestée comme possession hospitalière. Son passé templier n'est pas assuré. Elle faisait partie du grand prieuré d'Auvergne de la langue de même nom.

## Localisation
Situés au nord-est du bourg, à l'angle de la rue Saint-Jean et de la rue Sous-les-Murs, les bâtiments sont actuellement partagés entre différents propriétaires privés.

## Histoire
A priori la première trace écrite qui indique l'existence d'un domus hospitalis à Chanonat est un manuscrit daté de 1250. Il y est fait mention de la « terre de la Maison de l'Hôpital de Chanonat ». Nous ne savons pas s'il s'agit de la maison des Hospitaliers de l'ordre de Saint-Jean de Jérusalem ou simplement d'une maison hospitalière. Ambroise Tardieu, historien de l'Auvergne au XIXe siècle attribue la commanderie de Chanonat aux Templiers dans son Dictionnaire historique du Puy-de-Dôme et indique la présence à Chanonat du dignitaire templier Francon de Bort, commandeur des maisons du Temple en Limousin, pour la signature d'une charte (1264). Malheureusement les sources de Tardieu ne sont pas précises et ne permettent pas de retrouver ce document. Ceci est contredit par les comptes du Bailli royal Jean de Trie qui indique en 1293 la commanderie  de Chanonat comme possession des Hospitaliers. Il est étonnant de ne pas retrouver les traces de la fondation de la commanderie de Chanonat. En effet dans son Inventaire général raisonné des titres et papiers du Grand Prieuré d'Auvergne réalisé entre 1779 et 1780 le frère Batteney, alors archiviste de l'Ordre, n'a pas à sa disposition ces actes.

## Description

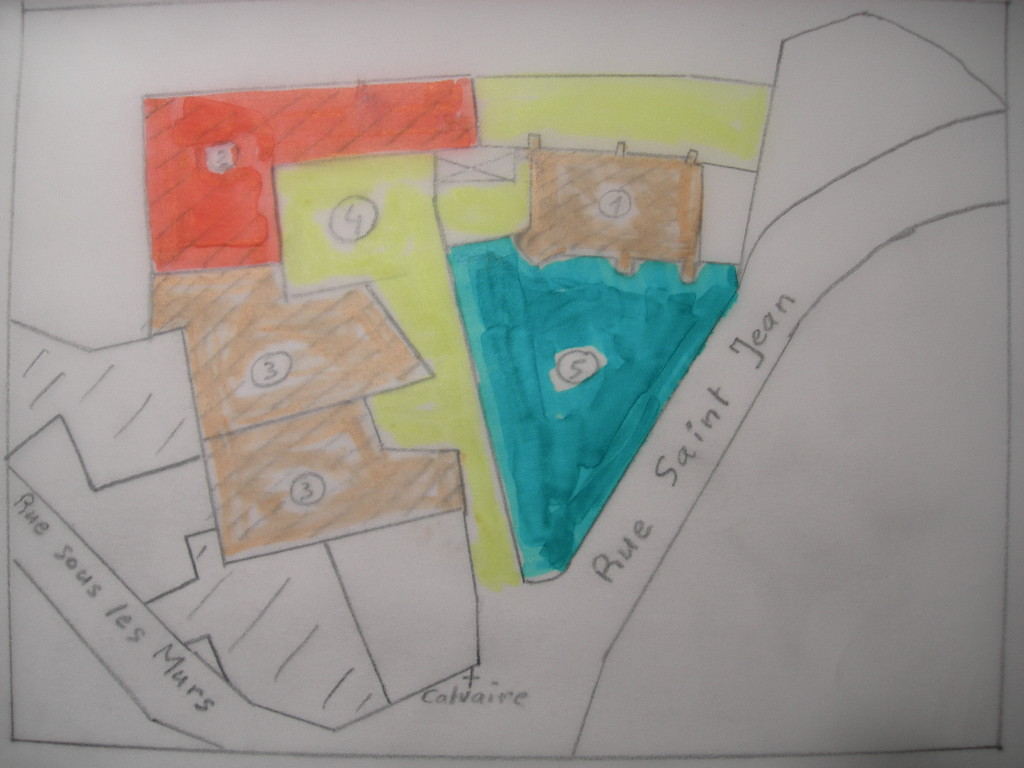
Plan cadastral

Plan de l'état actuel des bâtiments.
Légende :
- 1 : Chapelle
- 2 : Partie habitation
- 3 : Granges et écuries
- 4 : Cour
- 5 : Verger

La commanderie de Chanonat était composée de bâtiments qui figurent sur le plan du cadastre de 1808. La description actuelle des lieux a été réalisée en utilisant le procès-verbal de visite de la commanderie en 1726.
Malgré le morcellement des biens des Hospitaliers par la vente de leurs propriétés lors de la suppression de l'Ordre sur le territoire français, il reste à Chanonat un ensemble témoin de ce que pouvait être une commanderie hospitalière rurale.

### La chapelle
La chapelle a perdu son pinacle (ou clocher à peigne) où l'on pouvait loger trois cloches et les voûtes ont été démontées pour laisser place à une charpente classique. Sa porte principale sur la face ouest a été remplacée par une porte de grange. À l'est le triplet a été surbaissé et rempli alors qu'un rajout de bâtiment a été réalisé au levant, condamnant la base du triplet. Les deux ouvertures de la façade sud ont été comblées mais restent bien visibles. L'orientation levant couchant(est ouest) était un point fondamental dans l'édification des chapelles hospitalières, comme il semble l'être dans l'édification des églises de la période romane[réf. nécessaire].

### La maison du commandeur
La partie habitation, a été laissée à l'abandon pendant de nombreuses années. La façade intérieure a été largement modifiée à plusieurs reprises. Des éléments d'origine, il ne reste sur ces parties que l'ouverture d'accès à la cuisine, au rez-de-chaussée, et une porte d'accès à une chambre située au-dessus de cette cuisine, au premier étage. Dans cette même chambre la fenêtre, ajoutée sous la renaissance, a perdu sa croisée[réf. nécessaire].
La partie arrière du bâtiment n'a pas subi de fortes modifications, hormis le remplissage de deux ouvertures d'accès au moment du morcellement de la propriété et le relèvement du niveau du terrain. Trois petites ouvertures (deux à l'ouest et une au nord) sont présentes, suffisamment petites pour qu'on ne puisse les utiliser pour entrer[réf. nécessaire].
À l'intérieur, dans la partie gauche du bâtiment en forme de L, on peut voir une fenêtre à bassoire, située sur la façade sud, d'où l'on pouvait surveiller l'entrée de la cour[réf. nécessaire].
La construction du bâtiment a été réalisée par superposition alternée de couches de pierres en gros appareil et de moellons de pierre calcaire avec emploi de terre comme unique ciment. Une couche intérieure et extérieure d'enduit à la chaux en finition. L'emploi de terre explique les nombreux débris de poteries que l'on peut découvrir à l'intérieur des murs et utilisés en guise de garniture de remplissage. À la base, les murs des bâtiments font environ un mètre d'épaisseur et à la cime, à une hauteur de dix mètres, l'épaisseur est encore de 80 centimètres[réf. nécessaire].

### Les bâtiments agricoles
Le porche d'entrée de la cour a été démoli avant la dernière guerre. Il n'en reste que le pilier droit. Un cliché des années 1930 existe où l'on arrive à lire une croix pattée[réf. nécessaire].
Les granges et écuries ont été incluses dans des agrandissements réalisés au détriment de la cour. Dans l'une d'elles il reste une grande ouverture voûtée[réf. nécessaire].

## Commandeurs
Liste des commandeurs de la commanderie de Chanonat:
- Fabry de Bessamorel, 1359
- Guillaume de Ollieret, 1368
- Gilles de Moschoix, 1417[7]
- Le grand prieur d'Auvergne, XVe siècle[8] [de Jean de Lastic à Guillaume de Chaslus]
  - Jean Ardier, 1473[7]
- Martin Bonhomme, 1520 [à vérifier car commandeur de Bessamorel et de Lavaud-Saint-Jean][7]
- Jean Bellon dit Favras, 1526 - 07 juil. 1561[7]
- Nicolas de Fieumarcon / Fremarçon, 22 nov. 1562[7]- 1581
- Antoine Ricol du Pont, 18 mai 1579 - 20 juin 1586[7]
- Michel de Fonterme, 02 juil. 1602 - 03 mai 1618[7]
- Antoine-François de Bricard / François de la Roche de Bricard, 5 juil. 1622 - 1640[7]
- Charles de Crémeaux, 1643[7]- † 26 dec. 1673 [commandeur de Mâcon et de Chanonat][9]
- Martin de Fénis, 1689-1695[7]
- Amable de La Lande, 1696[7]- † 27 dec. 1706[10]
- Arnaud de Lespinasse, 1724[7]
- Jean de Félines de la Renaudie, ? - † 29 juil. 1710[11]
- Claude de Panay, 1736 - † 30 mars 1761[12]
- Gabriel Tourniol de Bournasau du Rateau , 1762-1778[7]

## Possessions
En 1726, la commanderie possédait cinq « maisons » ou « membre » :
- « Le Temple d'Aulnat »[14], située entre Clermont-Ferrand et Pont-du-Château, département du Puy-de-Dôme
- Bessamorel, à 1 lieue de la ville d'Yssingeaux, département de la Haute-Loire.
- « Plaine-Combe » appelé aussi « Le Temple du Luguet »[15], au nord d'Anzat-le-Luguet, entre les lieux-dits La Fournaix et Trémeuge, département du Puy-de-Dôme.
- Sainte-Anne dit la Bastide, « dans la Limagne, à demi-quart de Lieue de Saint-Jean-Lambron [sic], chapelle, domaine »[16]. Lieu-dit Sainte-Anne, commune de Saint-Germain-Lembron[17]. 
  - La Bastide fut d'abord une commanderie de l'ordre du Temple puis une commanderie hospitalière qui au XIVe siècle a eu pour membres, Chauliac, La Rivière-l'Évêque, Badelle et Pleinecombe[18] puis qui, à la suite d'un remembrement, est devenu un membre de Chanonat[19].
- « La Vaulx Saint-Jean », paroisse de Viplaix. Lieu-dit L'Hôpital au sud de Viplaix, département de l'Allier[20].

## Les abords

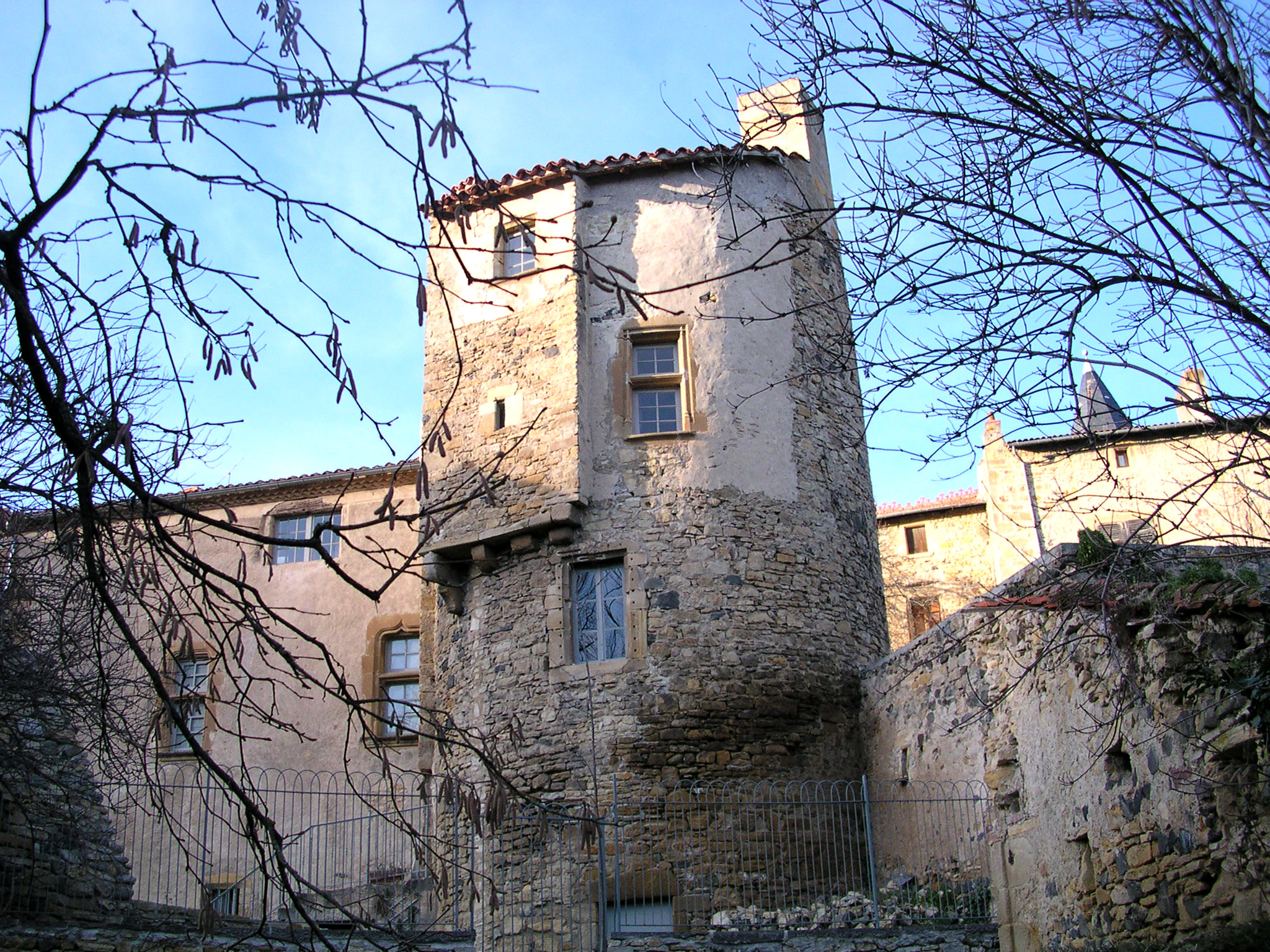

Il existe un arrêté du 19 octobre 1965 des monuments historiques, pour les façades et toitures, qui décrit des bâtiments situés dans une autre partie de Chanonat. Il présente ces bâtiments comme « la commanderie des chevaliers de Saint-Jean de Jérusalem, dont devaient probablement faire partie ces bâtiments » mais leur affectation est contestée.